# Broad Peak
Broad Peak (izvorno K3, lokalno poznat kao Faichan Kangri) je planina na granici Pakistana i Kine u lancu Karakorum, djelu lanca Himalaje. Jedna od ukupno četrnaest planina viših od 8000 metara, i s 8051 metar nadmorske visine, dvanaesta najviša planina na svijetu. Doslovni prijevod engleskog naziva "Broad Peak" (hrv. "široki vrh"), Phalchan Kangri, nije prihvaćen od lokalnog naroda Balti.

## Zemljopis
Broad Peak je dio masiva Gasherbrum, na granici pakistanskog Kašmira i Kine, na oko 8 km od druge najviše planine na svijetu - K2. Broad Peak je izvorno bio nazvan K3, ali kasnije je ustanovljeno da je vrh planine dugačak više od 1,5 km te je nazvan današnjim imenom.

## Povijest uspona
Prvi uspon na Broad Peak postigli su 9. lipnja 1957. Fritz Wintersteller, Marcus Schmuck, Kurt Diemberger i Hermann Buhl kao članovi austrijske ekspedicije. Ekspedicija je prvi pokušaj uspona izvela 29. svibnja kada su Fritz Wintersteller i Kurt Diemberger dosegli 8030 m, što je postignuto bez pomoći dodatnog kisika, nosača na velikim visinama i podrške baznog logora.
Tijekom iste ekspedicije, Marcus Schmuck i Fritz Wintersteller postigli su 19. lipnja 1957. i prvi uspon na vrh Skil Brum (7360 m) u alpskom stilu za 53 sati. Hermann Buhl je poginuo 27. lipnja 1957. kada je zajedno s Diembergerom pokušao uspon na obližnju planinu Chogolisa (7654 m).
Srpnja 2007., austrijski alpinistički tim popeo s na Broad Peak da bi na visini iznad 8000 m pronašli tijelo Markusa Kronthalera, koji je poginuo godinu dana ranije. 12. srpnja 2007., vrhunac je osvojila Edurne Pasaban, kao dio svog projekta 14 x 8000, zajedno s penjačima Ivánom Vallejom, Ferránom Latorreom, Asierom Izaguirreom.

## Vremenski slijed
- 1954. Prvi pokušaj uspona Dr. Karla Herligkoffera iz Njemačke po jugozapadnoj strani koji nije uspio radi nevremena i ekstremne hladnoće.[1]
- 1957. Prvi uspješan uspon[3]
- 1983. Krystyna Palmowska iz Poljske, prva je žena na vrhu Broad Peaka.
- 1994, 9. srpnja, Carlos Carsolio iz Meksika ustanovio je novu samostalnu rutu, sada poznatu kao Route Carsolio. Uspon na Broad Peak bio je njegov deveti uspon na vrhunac viši od 8000 metara.[4]

## Galerija
- Broad Peak 2006.
- Broad Peak 2006.
- Pogled na Broad Peak s ledenjaka Godwin-Austen.
- Pogled na Broad Peak (lijevo) i Gasherbrum IV s ledenjaka Baltoro .

## Dodatne informacije
- Richard Sale, Broad Peak, 2004. Englesko izdanje Carreg Ltd. ISBN 0-9538631-1-5
- Marcus Schmuck, Broad Peak 8047m Meine Bergfahrten mit Hermann Buhl, 1958. Njemačko izdanje Verlag "Das Bergland-buch" in Salzburg/Stuttgart.
- Zvezdnate noči (Starry Nights) - Dušan Jelinčič, ISBN / EAN: 961-6387-75-8
- Anna Czerwińska Broad Peak'83 tylko dwie (Broad Peak'83 only two) "Sport i Turystyka", Warszawa 1989, ISBN 83-217-2658-5

## Vanjske poveznice
- peakware.com   Arhivirana inačica izvorne stranice od 4. srpnja 2013. (Wayback Machine)
- www.broadpeak.org Službeni sajt austrijske ekspedicije 1957
- Povijest prvog uspona billbuxton.com